# Basilique des Saints-Apôtres de Rome
Pour les articles homonymes, voir Basilique des Saints-Apôtres.
La basilique des Saints-Apôtres (en italien : basilica dei Santi XII Apostoli) est une basilique mineure de Rome datant du VIe siècle, dédiée initialement aux apôtres Jacques le Mineur et Philippe (reliques), et plus tard à tous les apôtres. Elle se trouve dans le rione de Trevi.
Aujourd'hui, la basilique est sous la garde de l'Ordre des franciscains conventuels, dont le siège est à Rome dans un bâtiment adjacent.
Le cardinal-prêtre du titre cardinalice Saints-Apôtres est Angelo Scola. Parmi les cardinaux-prêtres antérieurs on trouve le pape Clément XIV et Henri Benoît Stuart.

## Histoire
Construite au VIe siècle par le pape Pélage Ier pour célébrer la victoire de Narsès sur les Ostrogoths et consacrée par le pape Jean III aux apôtres Jacques le Mineur et Philippe, la basilique est énumérée sous le nom de titulus SS Apostolorum dans les actes du synode de 499.
La basilique des Saints-Apôtres, détruite par un tremblement de terre en 1348, est abandonnée.
En 1417, le pape Martin V, dont la famille possède la propriété adjacente le Palazzo Colonna, restaure l'église.

## Architecture

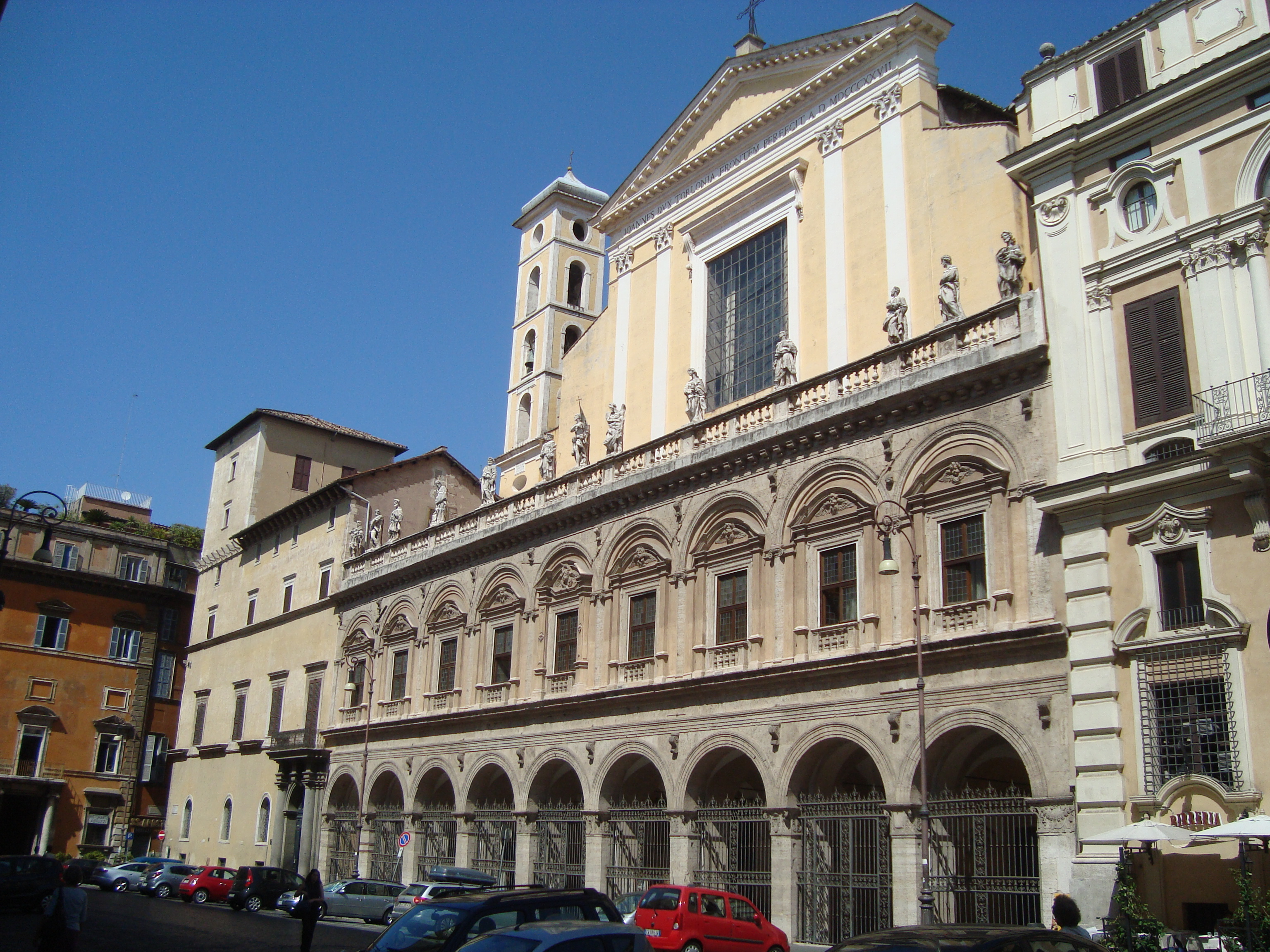
Vue d'ensemble de la façade

La façade est construite à la fin du XVe siècle par Baccio Pontelli. Les fresques sont peintes par Melozzo de Forlì dont les peintures murales des Saints-Apôtres sont renommées pour leurs techniques novatrices de perspective et sont considérées comme son chef-d'œuvre.
Le pape Clément XI initie une spectaculaire rénovation de l'église. Les fresques de Melozzo ont été détruites ou transférées au Vatican. Le nouvel intérieur baroque est conçu par Carlo Fontana et est achevé en 1714. La fresque de la voûte de la nef centrale, peinte en 1707, est de Baciccio. Elle représente le Triomphe de l'Ordre de Saint François. Les fresques des Évangélistes sont de Luigi Fontana. Au-dessus du sanctuaire, la fresque La Chute de Lucifer et des anges rebelles est peinte en 1709 par Giovanni Odazzi.
L'église a été restaurée à nouveau en 1827, la façade est achevée par Giuseppe Valadier.

## Tombeaux et œuvres
La basilique abrita, pendant un court laps de temps, le tombeau de Michel-Ange, avant son transfert vers la basilique Santa Croce de Florence. Le cœur de Marie-Clémentine Sobieska, épouse du « Vieux Prétendant », Jacques François Stuart, y est enterré. Lorsque ce dernier meurt en 1776, son corps y est déposé avant d'être enterré avec sa femme dans la basilique Saint-Pierre.
Le plafond de la nef a été peint par Baciccio en 1707, mais il ne soutient pas la comparaison avec le grand œuvre du peintre, l'église du Gesù et révèlent en outre une large interprétation de ses aides.
Le Tombeau de Clément XIV est de Antonio Canova. Antoniazzo Romano a réalisé la décoration de la chapelle funéraire du cardinal Basilius Bessarion.
Parmi les œuvres présentes dans l'église se trouvent :
- Saint François entouré par les anges de Giuseppe Bartolomeo Chiari ;
- Ascension (1701), huile sur toile de  5,80 × 3,00 m, de Sebastiano Ricci.

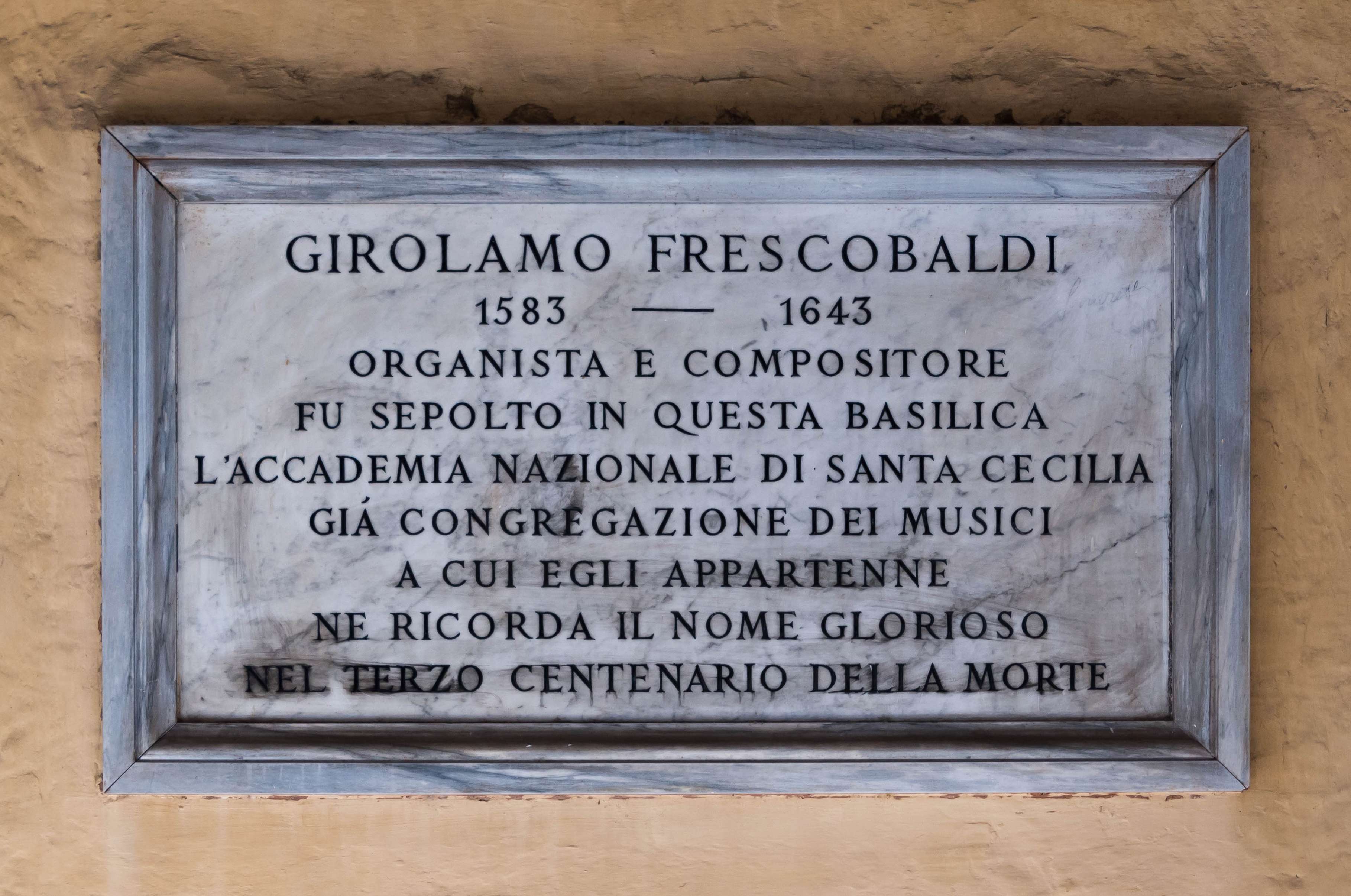
Plaque sous les arcades, rappelant que Girolamo Frescobaldi est enterré dans l'église
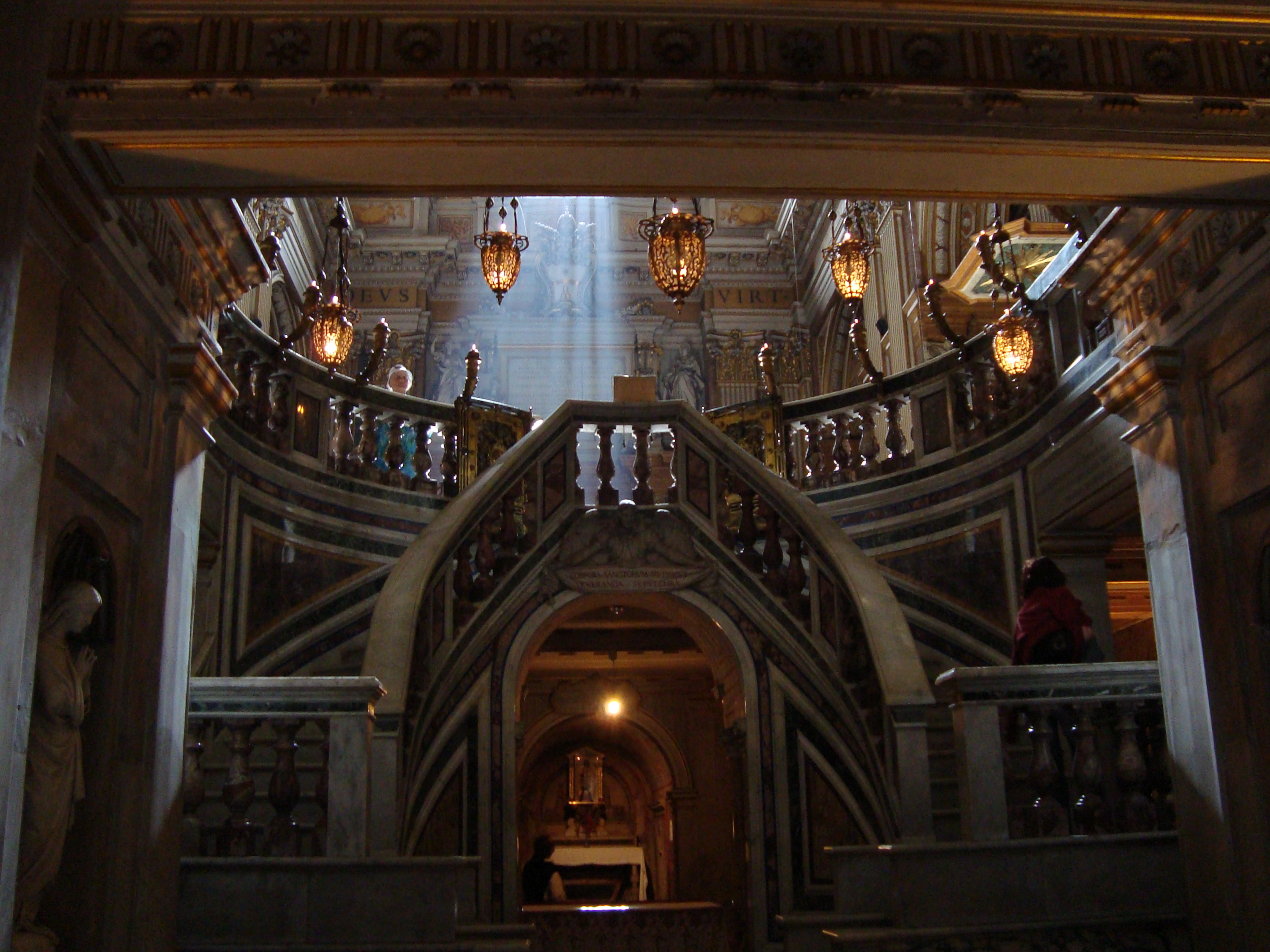
L'escalier de la crypte
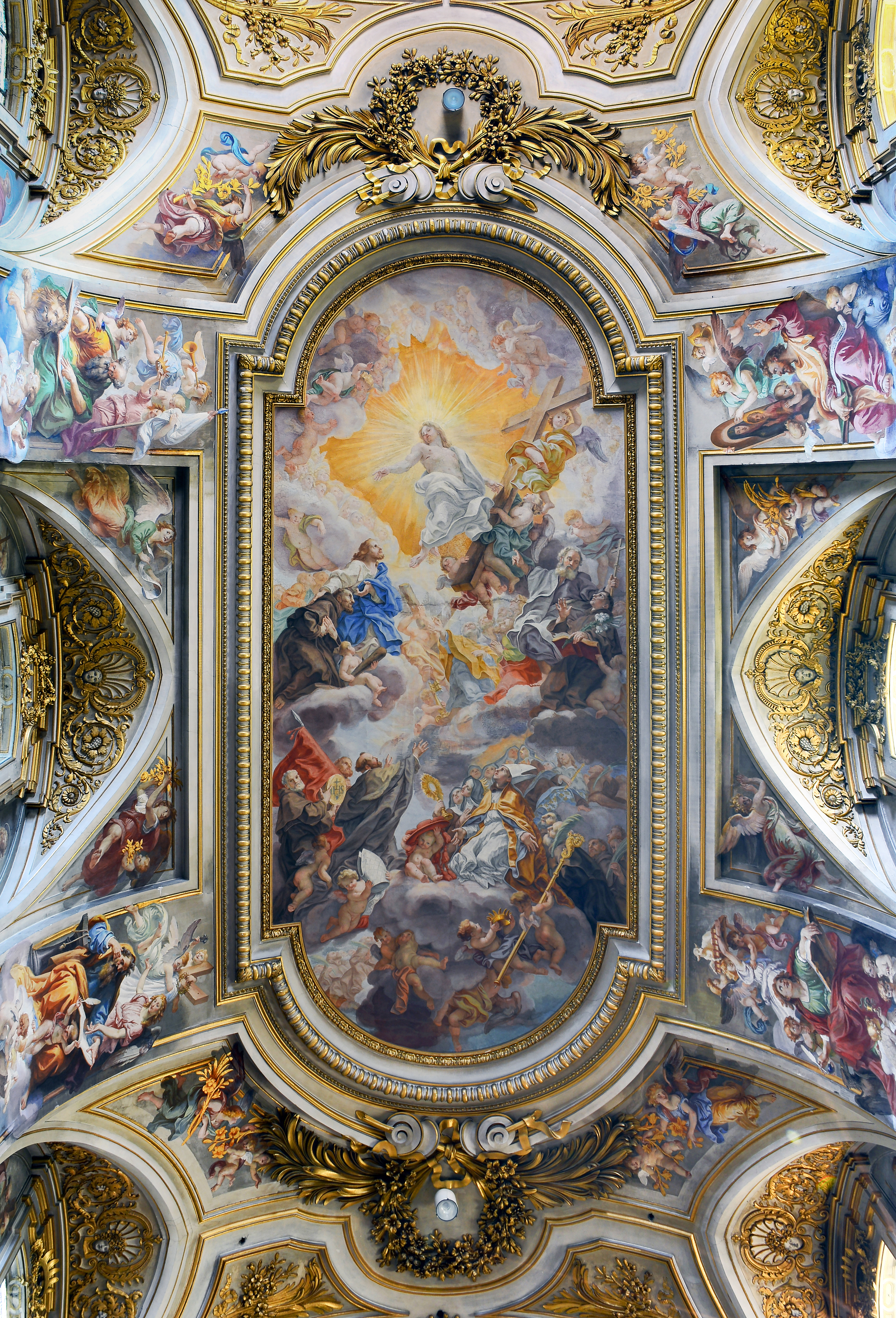
Les fresques du plafond

## Sources
- (en) Cet article est partiellement ou en totalité issu de l’article de Wikipédia en anglais intitulé « Santi Apostoli » (voir la liste des auteurs).